# Lorenzo Faravelli
Lorenzo Abel Faravelli (Rosario, 29 marzo 1993) è un calciatore argentino, centrocampista del Cruz Azul.

## Caratteristiche tecniche
È un trequartista che può giocare anche sull'out di sinistra.

## Carriera
Nella stagione 2010-2011 ha giocato 10 partite in massima serie con la maglia del Newell's Old Boys.
In seguito ha giocato anche nella prima divisione ecuadoriana ed in quella messicana.

## Palmarès

### Club

#### Competizioni nazionali
- Campionato argentino: 1

Newell's Old Boys: 2012-2013 (C)

#### Competizioni internazionali
- Coppa Sudamericana: 1

Independiente del Valle: 2022
- Recopa Sudamericana: 1

Independiente del Valle: 2023
- CONCACAF Champions' Cup: 1

Cruz Azul: 2025